# Aspidimerus kabakovi

Aspidimerus kabakovi  (лат.) — вид жуков рода Aspidimerus из семейства божьих коровок (Coccinellidae Latreille) (триба Aspidimerini, Scymninae). Юго-Восточная Азия.

## Распространение
Юго-Восточная Азия: Вьетнам, Китай.

## Описание
Мелкие жесткокрылые насекомые с субокруглой выпуклой сверху формой тела, длина тела от 2,88 до 3,50 мм; ширина от 2,40 до 2,85 мм. Голова мелкая, в 2 раза меньше ширины надкрылий. Скутеллюм и пронотум чёрные. Надкрылья коричневые с 4 или 5 чёрными пятнами. Голова желтовато-коричневая с красно-бурым наличником. Жгутик усика состоит из 8 или 9 члеников. Скутеллюм субтреугольный. Общая высота от высшей точки надкрылий до метавентрита (TH): 1,25–1,75 мм, соотношение общей длины тела к наибольшей ширине (TL/TW): 1,19–1,23; соотношение длины пронотума от среднего переднего края до основания пронотума к ширине пронотума в наиболее его широкой части (PL/PW): 0,52; соотношение длины надкрылий (от вершины до основания включая скутеллюм) к их ширине (EL/EW): 0,94–0,96. От близкого Вьетнамского вида Aspidimerus laokayensis отличается более мелкими размерами и овальной формой. Вид был впервые описан в 1982 году и назван в честь российского энтомолога и геолога Олега Николаевича Кабакова (1928—2009).